# Passione principesca
Passione principesca (Die Geliebte) è un film muto del 1927 diretto da Robert Wiene.

## Produzione
Il film fu prodotto dalla Pan Europa-Film GmbH.

## Distribuzione
Distribuito dalla Filmhaus Bruckmann, uscì nelle sale cinematografiche tedesche il 10 febbraio 1927. In Italia, dove fu distribuito con il titolo Passione principesca, il film ottenne nel 1931 il visto di censura numero 26522.